# شورش ولایت هاریما
شورش ولایت هاریما (به ژاپنی: 播磨の国一揆 はりまのくにいっき)، شورشی بر اساس خواسته‌های سیاسی بود که در فوریه ۱۴۲۹ (سال دوم شوچو) در دوره موروماچی و تحت تأثیر شورش شوچو در سال قبل رخ داد. همچنین به عنوان هاریما نو تسوچی ایکی شناخته می‌شود.